# Pfarrkirche Birgitz

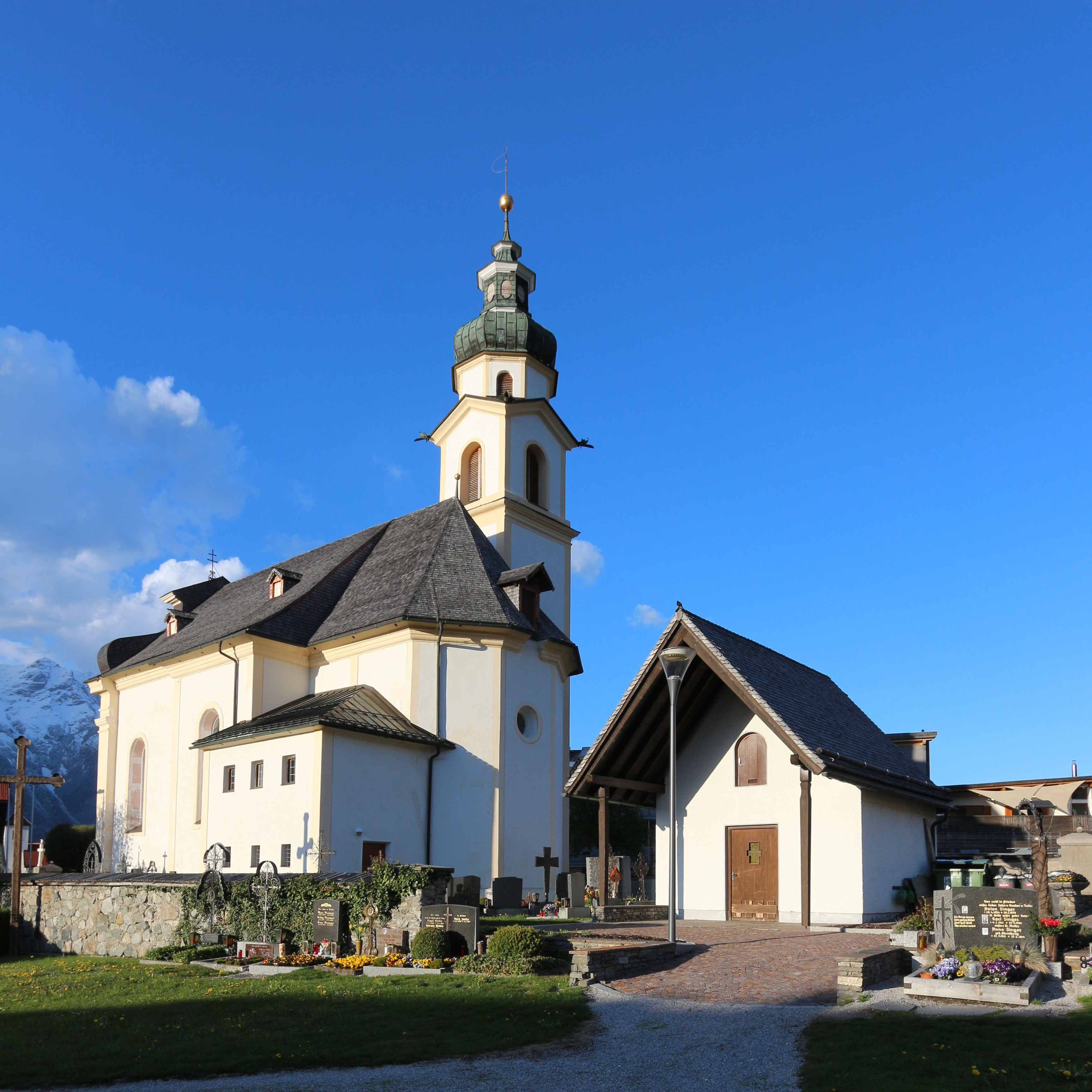
Katholische Pfarrkirche Mariä Heimsuchung in Birgitz

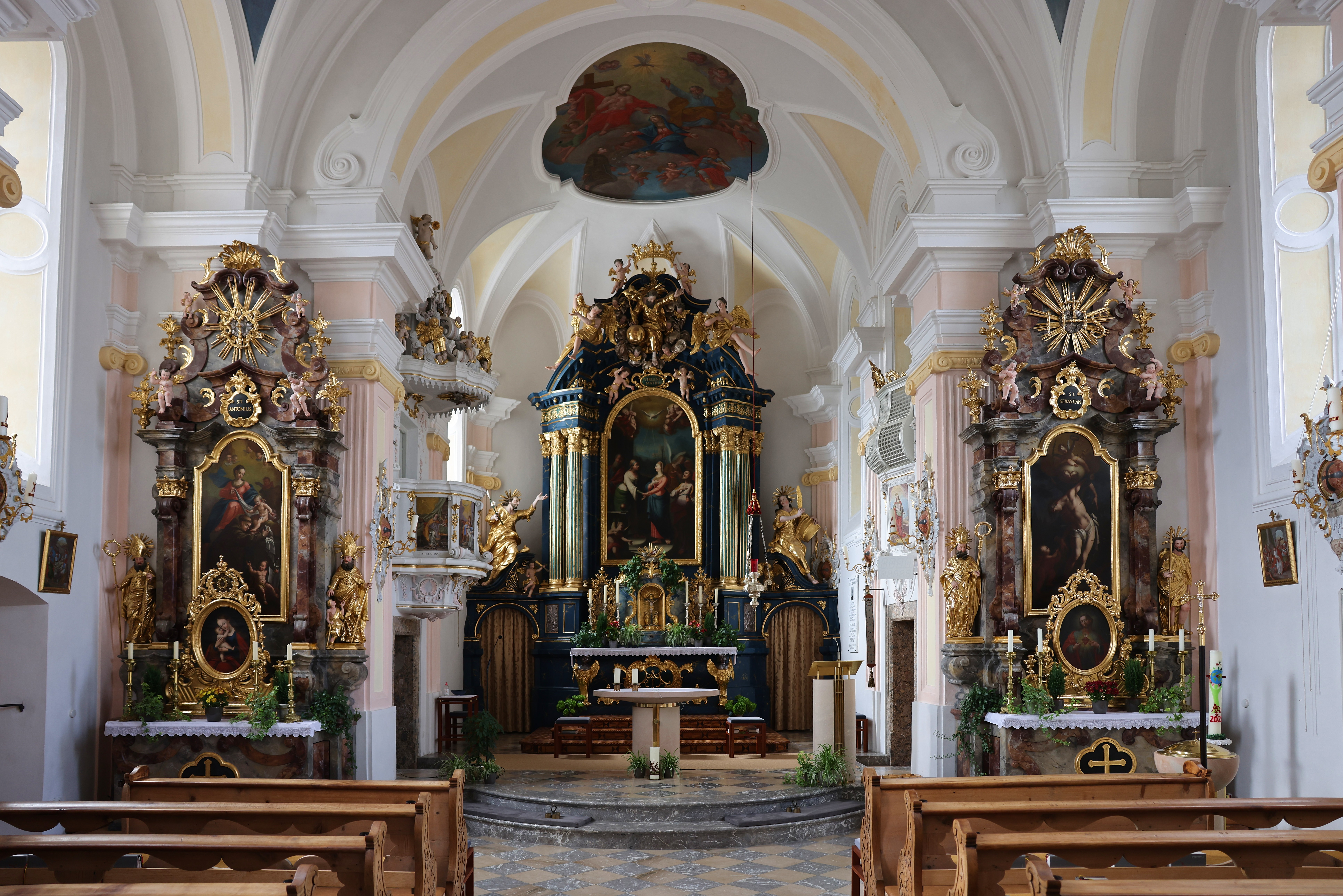
Innenansicht der Pfarrkirche Birgitz

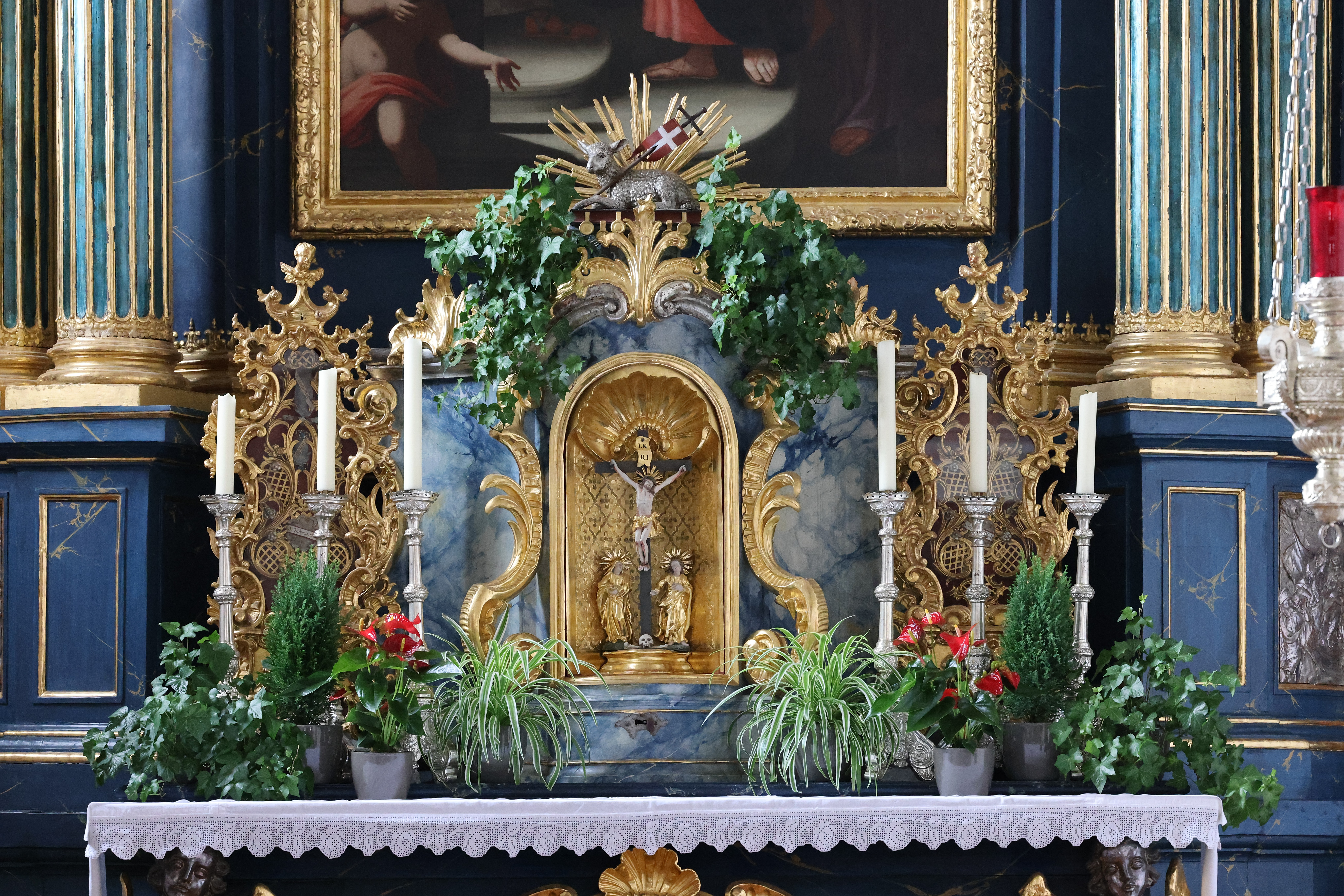
Altar der Pfarrkirche Birgitz

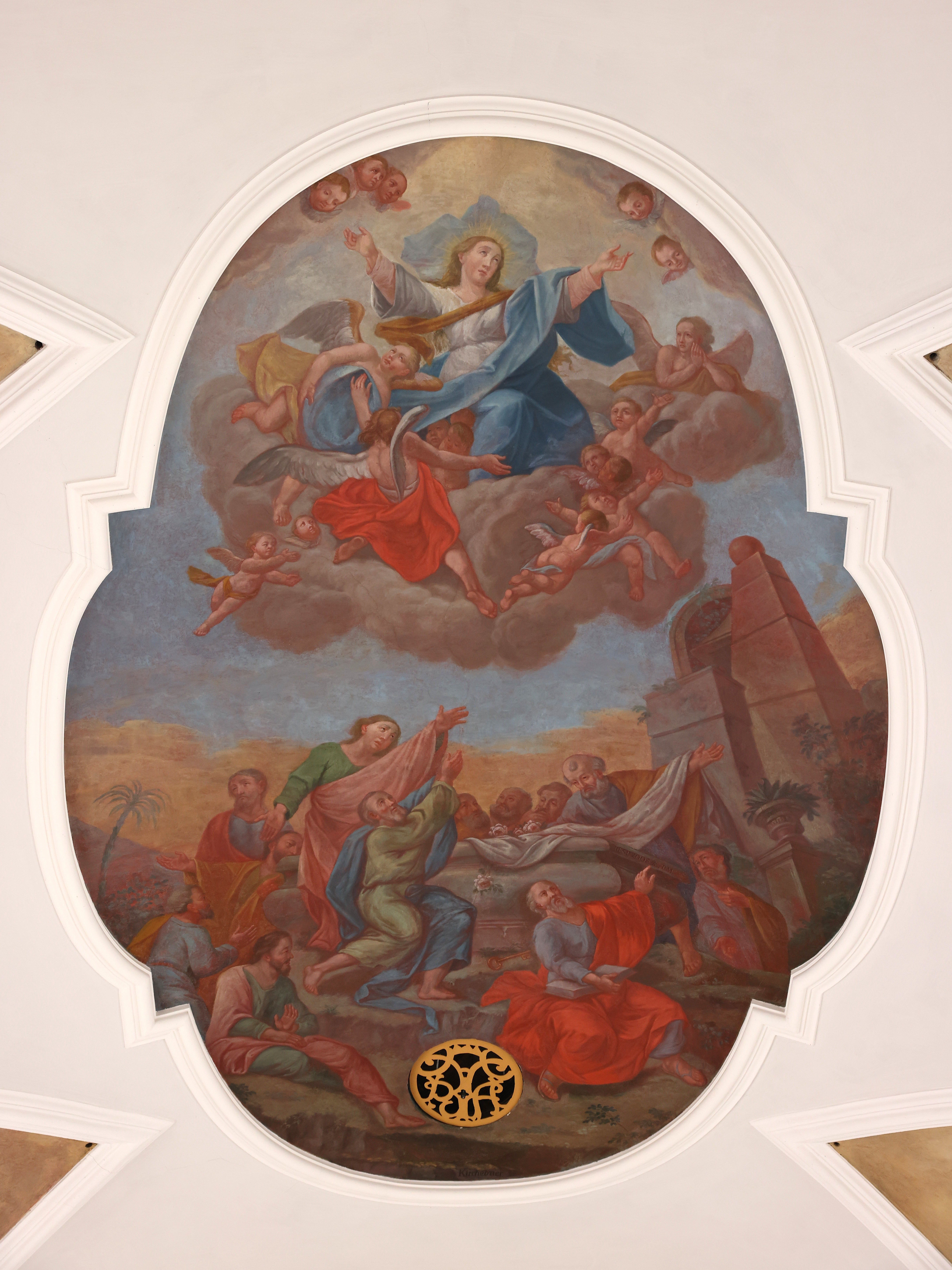
Deckenmalerei von Josef Anton Kirchebner

Die  Pfarrkirche Birgitz steht in der Gemeinde Birgitz im Bezirk Innsbruck-Land im Bundesland Tirol südlich des Dorfplatzes an der Durchfahrtstraße. Die dem Fest Mariä Heimsuchung (Festtag: 2. Juli) geweihte römisch-katholische Pfarrkirche gehört zum Dekanat Axams in der Diözese Innsbruck. Die Kirche und der Friedhof stehen unter Denkmalschutz (Listeneintrag).

## Geschichte
Der urkundlich 1634/1637 errichtete Vorgängerbau wurde 1727/1728 nach den Plänen des Architekten Gallus Gratl barock umgebaut. Die Kirche wurde 1970 restauriert. Die Pfarre wurde 1974 gegründet.

## Architektur
Die nach Süden orientierte Kirche mit der Hauptfront zur Dorfstraße hat ein Langhaus mit einem querschiffartige erweiterten Südjoch unter einem schindelgedeckten Satteldach. Die Hauptfassade zur Straße ist dreiachsig mit Eckpilastern, einem Hauptgesims und einem Volutengiebel, die Mittelachse ist mit einem steingefassten Rundbogenportal mit einer kräftigen Keilsteinvolute und einen großen Rundbogenfenster betont, seitlich flankiert mit zwei Figurennischen mit den barocken Statuen Sebastian und Blasius aus dem zweiten Viertel des 18. Jahrhunderts. Über dem Portal befindet sich eine Wandmalerei des Kreuzwegs, das Fresko im Giebelfeld zeigt Mariä Heimsuchung. Der eingezogene Chor schließt polygonal. Der ostseitig am Chor stehende Turm hat ein mit Gesimsen abgesetztes Glockengeschoß mit Rundbogenschallfenstern und flachen Giebeln südlich und nördlich, der achtseitige Aufsatz trägt eine Haube mit Laterne. Westseitig am Chor steht der Sakristeianbau.
Das Kircheninnere zeigt sich als dreijochiges Langhaus und zweijochiger Chor mit einem Dreiachtelschluss, jeweils gewölbt mit Stichkappentonnen auf ionischen Pilastern mit Gebälkstücken, die Gewölbegliederung und die Fenstereinfassungen erfolgte mit profilierten Stuckleisten, über dem rundbogigen Triumphbogen ist eine Kartusche mit „1727 und renoviert 1970“. Die zweigeschoßige hölzerne Empore zeigt sich mit Doggenbalustraden. Im ersten Chorjoch ist über dem Sakristeiportal ein Oratoriumserker.
Die Deckenmalerei Dreifaltigkeit, Maria, Franziskus und Sebastian, im Hauptfeld Mariä Himmelfahrt, in den Stichkappen die Vier Evangelisten, und anschließend König David, malte Josef Anton Kirchebner 1825, sie wurde 1970 erneuert.

## Ausstattung
Der Hochaltar um 1726 wurde aus der Regelhauskapelle in Innsbruck hierher übertragen. Das Blatt zeigt Mariä Heimsuchung von Josef Kirchebner aus dem Ende des 18. Jahrhunderts, das dazugehörige Hochaltarbild Mariä Verkündigung gemalt von Johann Georg Dominikus Grasmair wird im Advent verwendet. Über den Opfergangsportalen sind die Altarfiguren Josef und Johannes Evangelist vom Bildhauer Nikolaus Moll 1726. Der Hochaltarauszug trägt Gottvater und Engel aus der Mitte des 18. Jahrhunderts. Die Orgel mit 12 Registern auf zwei Manualen und Pedal stammt von Johann Pirchner aus dem Jahr 1977.